# Séverine Hansen
Séverine Hansen (ur. 5 lutego 1981) – francuska kolarka górska, brązowa medalistka mistrzostw świata.

## Kariera
Największy sukces w karierze Séverine Hansen osiągnęła w 2005 roku, kiedy Francuzi w składzie: Alexis Vuillermoz, Stéphane Tempier, Séverine Hansen i Cédric Ravanel zdobyli brązowy medal w sztafecie cross-country podczas mistrzostw świata MTB w Livigno. Był to jedyny medal wywalczony przez Hansen na międzynarodowej imprezie tej rangi. Ponadto dwukrotnie zdobywała medale mistrzostw kraju w cross-country, w tym złoty w 2005 roku. Nigdy nie wystąpiła na igrzyskach olimpijskich.